# 李延禄
李延禄（1895年4月1日—1985年6月18日），男，吉林延吉人，中华人民共和国政治人物。

## 生平
李延禄早年入伍东北军，历任连长，随后派任中国国民救国军吉林总部参谋长等职，随后组建东北抗日游击总队，并扩编为东北抗日救国游击军。1931年，他整编并创建东北抗日联军第四军，指挥近百次战斗。1936年，代表中共到上海、南京做统一战线工作。
第二次国共内战期间，担任合江省人民政府主席、松江省人民政府副主席。
中华人民共和国成立后，担任黑龙江省人民政府副主席，黑龙江省人民委员会副省长、中共黑龙江省委委員。1954年，当选第一届全国人民代表大会代表。1955年获一级八一勋章。此后历任第三届、第四届、第五届全国人民代表大会常务委员会委员。

## 家庭
- 妻：田佐民，抗日救国军成员，与丈夫儿女一道长期开展抗日救国工作。
- 长女：李万新，中国林业科学研究院副院长。
  - 长女婿：孙西林，中共合江省工委委员、佳木斯地区专员兼佳木斯市副市长。遇刺身亡。
- 次女：李万英，抗日儿童团团长，与弟共同建立抗日儿童团。
- 子：李万杰，抗日儿童团、抗日救国军成员。
- 弟：李延祜，又名李常青，一二·九运动领导人，中共北平地下市委书记。
- 弟：李延平，东北抗日联军第四军继任军长，抗战中牺牲。
- 弟：李延贵，又名李秉才，铁道游击队长，在河南焦作战斗中牺牲。
- 弟：李延青，抗日救国军第十七团团长，被叛徒暗杀。
- 弟：李延田，又名李智，敌军干部训练队区队长。
- 弟：李延年，中共洛阳区委书记，曾被逮捕并判五年徒刑。
- 妹：李延芹，又名李萍，铁道游击队员，地下工作者。
- 妹：李延馨，生平不详。
- 侄：李万成，李延贵之子，焦作地区游击队员，为掩护部队撤退独自与敌周旋牺牲，头颅被挂在焦作城头示众。
- 侄：李万万，李常青之子，又名范政，是“新旅”（少年儿童革命团体）骨干，与郭沫若、田汉等人在斗争中结下友谊，曾受周恩来等领导多次接见[5]。